# بتنز کراسرودز (آلاباما)
بتنز کراسرودز (به انگلیسی: Battens Crossroads) یک منطقهٔ مسکونی در ایالات متحده آمریکا است که در شهرستان کافی، آلاباما واقع شده‌است. بتنز کراسرودز ۱۰۴٫۸۵ متر بالاتر از سطح دریا قرار دارد.